# Bethany (Missouri)
Bethany és una població dels Estats Units a l'estat de Missouri. Segons el cens del 2000 tenia 3.087 habitants.

## Demografia
Segons el cens del 2000, Bethany tenia 3.087 habitants, 1.344 habitatges, i 817 famílies. La densitat de població era de 269,1 habitants per km².
Dels 1.344 habitatges en un 24,9% hi vivien nens de menys de 18 anys, en un 48,1% hi vivien parelles casades, en un 10,2% dones solteres, i en un 39,2% no eren unitats familiars. En el 35% dels habitatges hi vivien persones soles el 20,1% de les quals corresponia a persones de 65 anys o més que vivien soles. El nombre mitjà de persones vivint en cada habitatge era de 2,15 i el nombre mitjà de persones que vivien en cada família era de 2,74.
Per edats la població es repartia de la següent manera: un 20,3% tenia menys de 18 anys, un 7,7% entre 18 i 24, un 22,2% entre 25 i 44, un 20,8% de 45 a 60 i un 29,1% 65 anys o més.
L'edat mediana era de 45 anys. Per cada 100 dones de 18 o més anys hi havia 73,4 homes.
La renda mediana per habitatge era de 28.050 $ i la renda mediana per família de 35.023 $. Els homes tenien una renda mediana de 27.250 $ mentre que les dones 16.983 $. La renda per capita de la població era de 15.189 $. Entorn del 9,5% de les famílies i el 13% de la població estaven per davall del llindar de pobresa.

## Poblacions més properes
El següent diagrama mostra les poblacions més properes.